# Зажигино (Псковская область)
Зажигино — деревня в Бежаницком районе Псковской области. Входит в состав сельского поселения муниципальное образование «Ашевское».
Расположена в 35 км к северо-западу от райцентра, посёлка Бежаницы, и в 36 км к северо-западу от волостного центра, деревни Махново.

## Население
Численность населения по оценке на 2000 год составляла 5 жителей.

## История
До 3 июня 2010 года деревня входила в состав ныне упразднённой Ашевской волости.